# Janneke Jager
Janneke Jager (Uithuizen, 1977) is een Nederlandse cabaretière, zangeres, schrijfster en trouwambtenaar. 
Janneke Jager groeide op in Uithuizen en studeerde in 2000 af in Engelse Taal en Cultuur aan de Universiteit Leiden. Ze woonde van 2004 - 2022 in Utrecht, waar haar cabaretloopbaan begon met het winnen van de Publieksprijs van het Utrechts Cabaret Festival (2013). Jager stond in 2015 in de kwartfinale van het Leids Cabaret Festival en werd in 2015 geprogrammeerd op het Comedyfestival van Guido Weijers. In datzelfde jaar maakte zij het Anti-Tourlied voor RTV Utrecht. Ze was meerdere jaren het vaste muzikale intermezzo van het maandelijkse Science Café van Studium Generale, Universiteit Utrecht, en bracht van 2014 tot 2016 het 'maandlied' van RTV Utrecht. Van 2013-2015 speelde Jager bij De Cabaretpoel met o.a. Thijs van de Meeberg, Patrick Nederkoorn en Marco Lopes. Zij volgde in 2016 een jaar de Playground for Professionals aan de Koningstheateracademie in 's-Hertogenbosch. 
Jager bracht in 2018 het lied Groningen uit, waarvan de muziek werd geschreven door Duncan Laurence en het arrangement door Bas Bons. In 2021 speelde zij een van de hoofdrollen in het locatietheaterstuk 'Haim' in de Eemshaven, waarover Jacques d'Ancona schreef: "Met haar stralende persoonlijkheid, haar naturel en haar vocale vermogen is zij de ster van de avond” (DvhN, september 2021). Over haar voorstelling Fantoomgeluk, die door de coronapandemie minder vaak is gespeeld dan oorspronkelijk gepland was, schreef d'Ancona: "Puur en persoonlijk. Onstuitbaar. Een onuitwisbare personality” (DvhN, oktober 2022).
In 2022 verhuisde Jager terug naar Groningen, waar ze met haar kerstvoorstelling Bethlehem (november/december 2024) een ode brengt aan haar Groningse geboortegrond. In november 2024 publiceerde ze haar debuutbundel 'Tussen klei en koolzaad' met 50 gedichten, aangevuld met foto's van Diemer Bosma. 

## Cabaretprogramma's
- Afgelikte Boterham (2011)
- Decorum (2013-2015)
- Femme Façade (2017-2020).
- Fantoomgeluk (2020 - 2023)
- Bethlehem, een komisch Gronings Kerstgeheim (nov/dec 2024)